# دهه ۱۲۲۰ (پیش از میلاد)
دهه ۱۲۲۰ (پیش از میلاد) صد و بیست و دومین دهه قبل از مبدا شروع تقویم میلادی است.